# Östra Petermannkjeda
Petermannkjeda är en bergskedja i Antarktis. Den ligger i den norra delen av kontinenten. Norge gör anspråk på området.